# St. Josef (Mützenich bei Prüm)

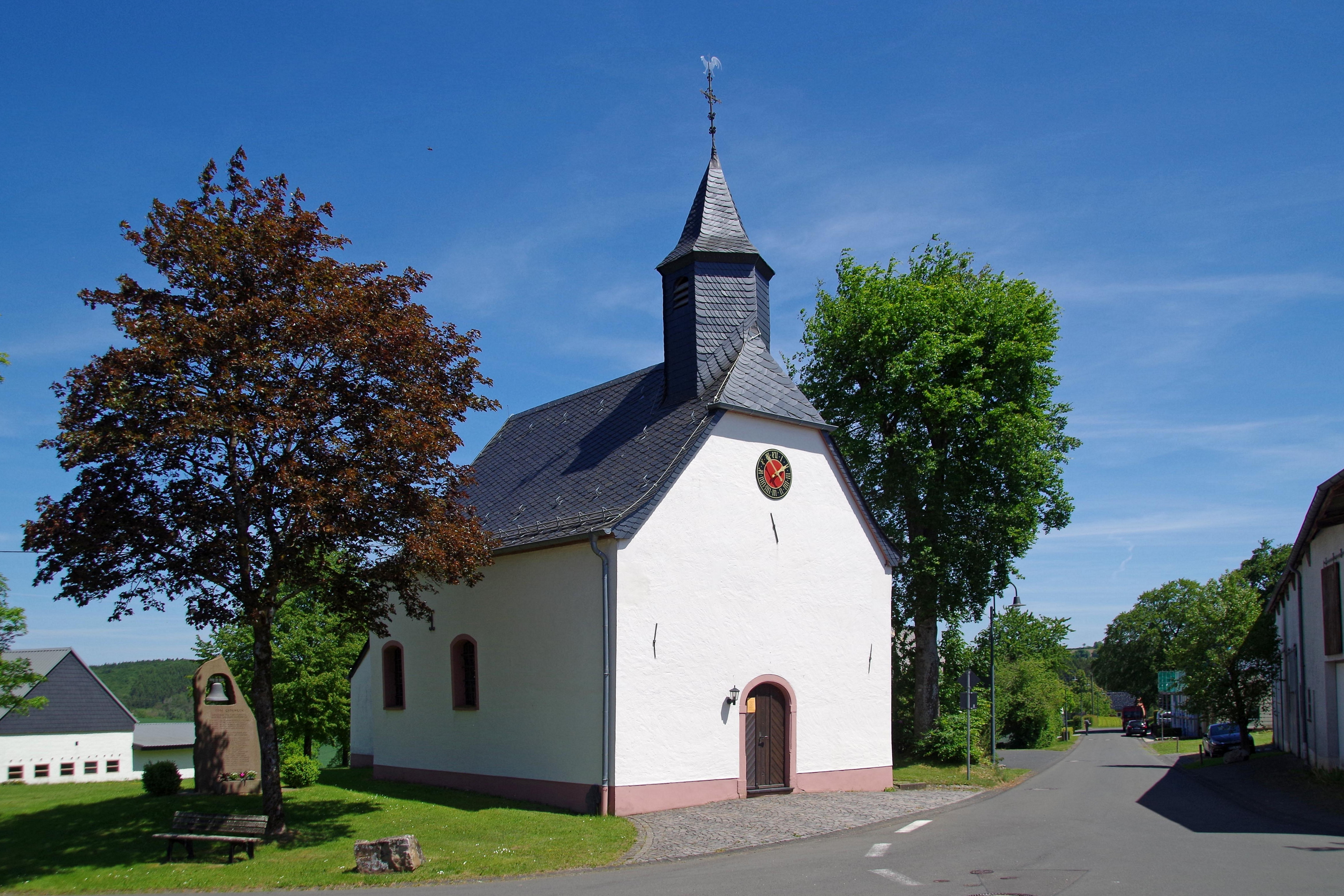
St. Josef (Mützenich)

Die Kapelle St. Josef ist die römisch-katholische Filialkirche von Mützenich im Eifelkreis Bitburg-Prüm in Rheinland-Pfalz. Die Kirche gehört zur Pfarrei Bleialf in der Pfarreiengemeinschaft Bleialf im Dekanat St. Willibrord Westeifel im Bistum Trier.

## Geschichte

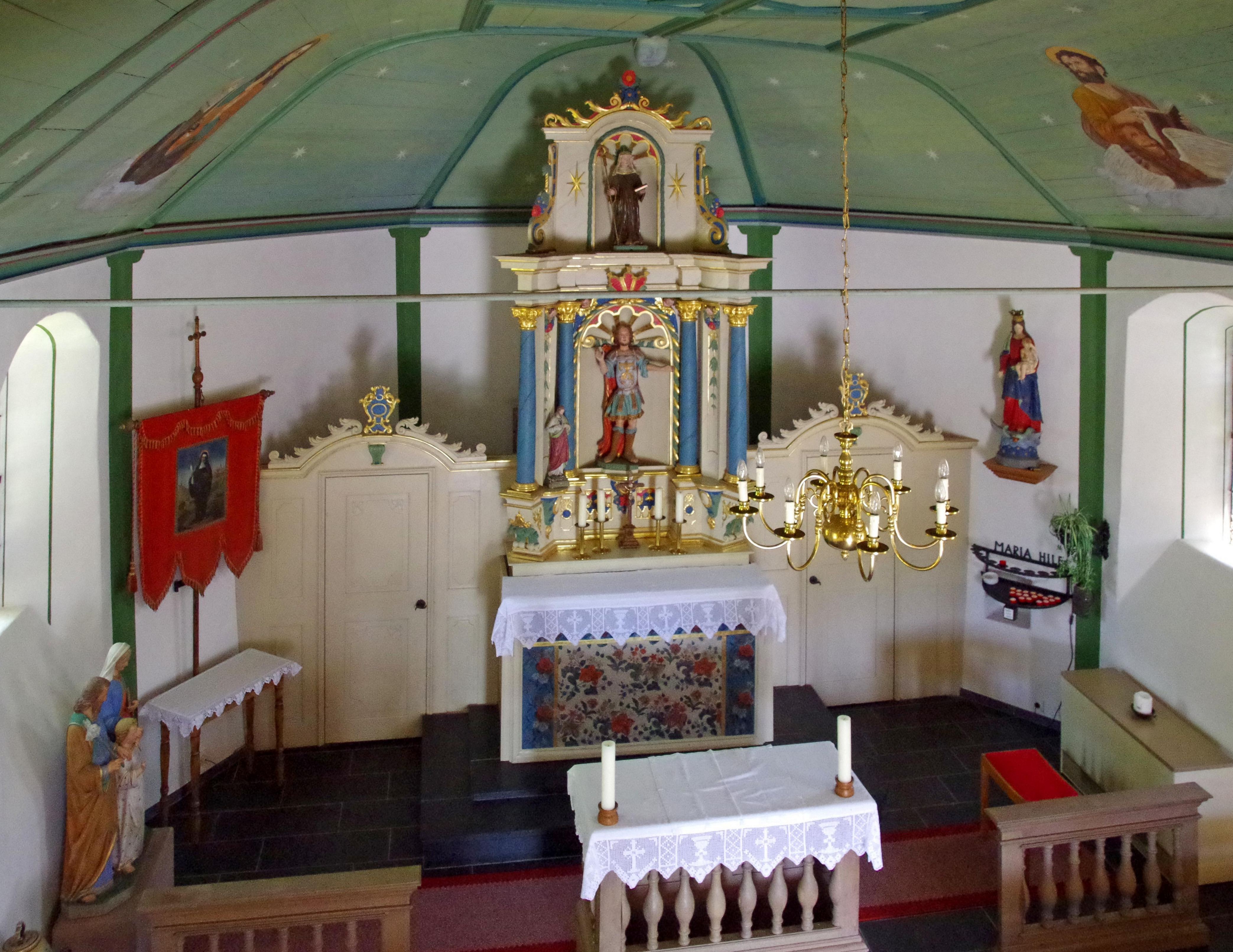
St. Josef (Mützenich)

Die Kapelle (mit Dachreiter) wurde von 1696 bis 1704 gebaut, 1714 feierlich eingeweiht und trägt das Patrozinium des heiligen Josef von Nazareth. Sie misst 11 × 6 Meter. Von 1978 bis 1979 wurde sie renoviert. Die Kapelle war Filialkirche der Pfarrei Bleialf. Heute findet in der Kapelle nicht mehr regelmäßig Gottesdienst statt.

## Ausstattung
Die flach gewölbte Holzdecke trägt die Gemälde der vier Evangelisten. Der barocke Säulenaltar von 1744 birgt die Figuren des heiligen Donatus von Münstereifel (1720) und der heiligen Odilia (1697). Die geschnitzten Kirchenbänke mit Monogrammen „Jesus Maria Josef“ stammen von 1715.